# Salticus ravus
Salticus ravus is een spinnensoort in de taxonomische indeling van de springspinnen (Salticidae).
Het dier behoort tot het geslacht Salticus. De wetenschappelijke naam van de soort werd voor het eerst geldig gepubliceerd in 1895 door Friedrich Wilhelm Bösenberg.